# Evangelio de Miroslav

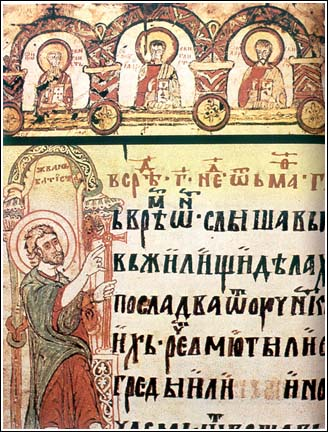
El Evangelio de Miroslav, (1180)

El Evangelio de Miroslav es un evangeliario iluminado serbio de 1180 escrito en antiguo eslavo eclesiástico.

## Características
Es uno de los más ricos representantes de un estilo particular, que es el resultado de la fusión de influencias italiana y bizantina. Este manuscrito de 181 páginas se conserva en el Museo Nacional de Belgrado, en Serbia. Se escribió en alfabeto cirílico arcaico de Cirilo y Metodio.
La magnificencia y la singularidad del Evangelio de Miroslav ejercieron una gran influencia en todos los demás manuscritos de la Europa medieval. Está considerado el documento más precioso y más importante del patrimonio cultural de Serbia.
En 2005, fue incluido por la UNESCO en la lista de la Memoria del Mundo, que recoge los documentos del patrimonio documental de interés universal, a fin de garantizar su protección.